# クルト・シュプレンゲル

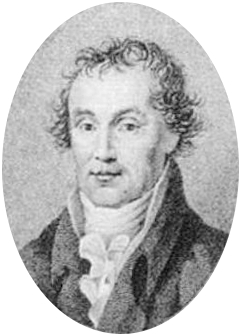
Kurt Polycarp Joachim Sprengel.

クルト・シュプレンゲル（Kurt Polycarp Joachim Sprengel、1766年8月3日 - 1833年3月15日）はドイツの医師、植物学者である。

## 略歴
バルト海に面するポメラニア地域の、現在のフォアポンメルン＝グライフスヴァルト郡のボルデコウ（Boldekow）で生まれた。父親は牧師で、おじに有名な博物学者のクリスティアン・コンラート・シュプレンゲル（Christian Konrad Sprengel）がいる。父親から教育を受け、ラテン語やギリシャ語に才能を示した。おじの影響を受けて1780年に14歳で、「女性のための植物学」（"Anleitung zur Botanik für Frauenzimmer" ）を出版した。
1784年にハレ大学に入学し、神学と医学を学ぶが、神学はすぐに学ぶのをやめた。1789年に母校の医学の私講師となり、1795年に常勤教授となった。医学や医学史を研究し、植物学の分野では顕微鏡を使った高等植物の組織の研究を行ったが、性能の低い顕微鏡での結果は必ずしも信頼できるものでなかった。分類学の分野でも働いた。
1795年からハレの植物園の園長も務め、ハレの植物園の評価を高めた。植物の形態学にも興味を持っていたヨハン・ヴォルフガング・フォン・ゲーテは1802年に植物園と植物園に隣接して建てられたシュプレンゲルの邸を訪れた。
エパクリス科の植物の属名、Sprengeliaなどに献名された。

## 著作
- Beiträge zur Geschichte des Pulses. 1787.
- Galens Fieberlehre. 1788.
- Apologie des Hippokrates und seiner Grundsätze. 1789.
- Versuch einer pragmatischen Geschichte der Arzneikunde.1792–1799).
- Handbuch der Pathologie. (1795–1797).
- Antiquitatum botanicarum specimen. 1798.
- Handbuch der Semiotik. 1801.
- Curtii Sprengel Historia rei herbariae. Bände 1 und 2 1807–1808).
- Kurt Sprengels Handbuch der Semiotik. 1815
- Anleitung zur Kenntniss der Gewächse. (1802–1804 und 1817–1818).
- Flora Halensis. (1806–1815).
- Historia rei herbariae. (1807–1808).
- Institutiones pharmacologiae. (6 Bände; 1809–1819).
- Von dem Bau und der Natur der Gewächse. 1812.
- Plantarum Umbelliferarum prodromus … 1813.
- Plantarum minus cognitarum pugillus. (1813–1815).
- Geschichte der Botanik. (2 Bände; 1817–1818).
- Species umbelliferarum minus cognitae. 1818.
- Geschichte der Chirurgie. 1819.
- Geschichte der Medizin. 1820.
- Neue Entdeckungen im ganzen Umfang der Pflanzenkunde. (1820–1822).